# Thomas Pelham (1705-1737)
Pour les articles homonymes, voir Thomas Pelham.
Thomas Pelham (v. 1705 - 21 décembre 1737) est un homme politique britannique. D'abord marchand, il hérite des domaines familiaux à la mort de son frère et est placé au Parlement pour défendre ses intérêts familiaux par son cousin germain, le duc de Newcastle. Son alcoolisme lui cause des problèmes politiques et il en meurt en 1737.

## Biographie

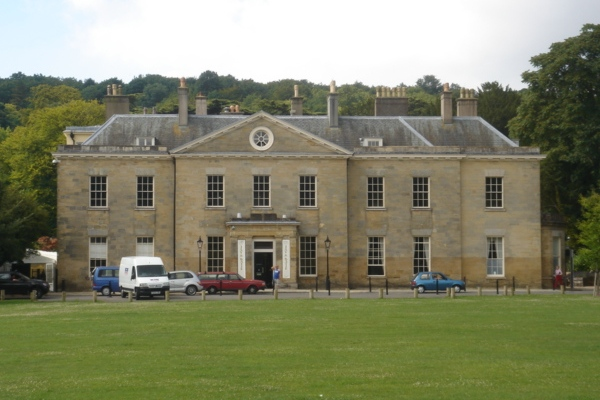
Stanmer House

Troisième fils d'Henry Pelham (1661-1721), il est apprenti dès son plus jeune âge chez John Lethieullier, un marchand à Constantinople, d'où il prend le nom de "Turk" Pelham. Le 5 février 1725, il épouse Annetta Bridges, la belle-fille de Lethieullier, dont il a un fils et une fille
- Thomas Pelham (1er comte de Chichester) (1728-1805)
- Henrietta Pelham, mariée à l'hon. Richard Temple et ensuite George Nevill (1er comte d'Abergavenny)

Peu de temps après, en 1725, il succède à son frère aîné Henry dans les domaines de la famille, notamment Stanmer House, en cours de reconstruction par l'architecte français Nicholas Dubois.
Alors qu'il décline la proposition de son cousin, le duc de Newcastle de le nommer à Lewes immédiatement après la mort de son frère (Thomas est toujours à l'étranger à ce moment-là), il est présenté à l'élection de 1727 par Newcastle.
Newcastle n'est pas satisfait de Thomas, bien qu'il soit un partisan du gouvernement, se plaignant de son ivresse et de ses propos "imprudents et extravagants" à Lewes lorsqu'il est ivre. Il meurt en 1737 des effets de l'alcoolisme.